# Nevskij prospekt
För andra betydelser, se Nevskij prospekt (olika betydelser).

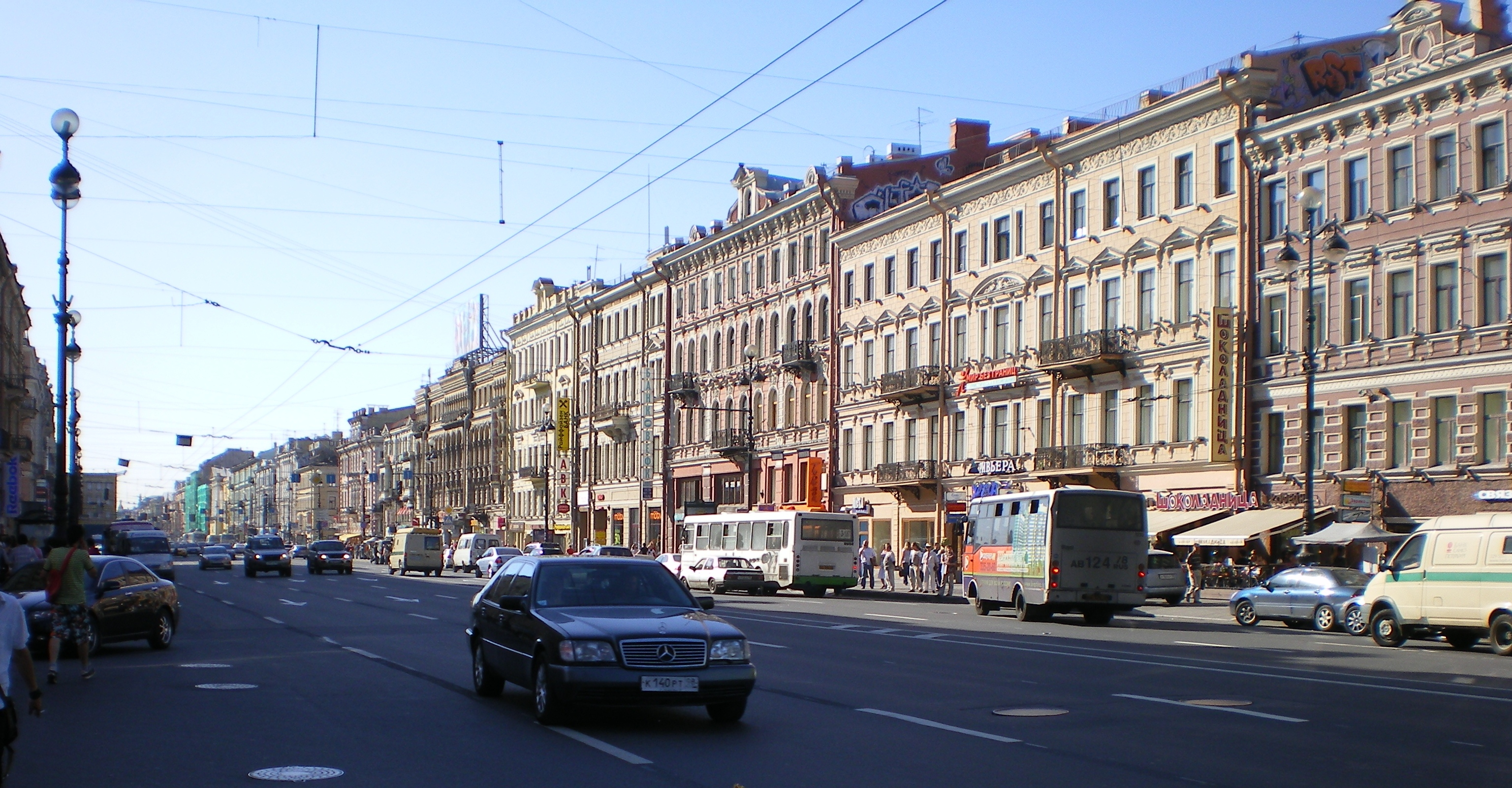
Nevskij prospekt

Nevskij prospekt är Sankt Petersburgs livliga huvudgata. Den sträcker sig från Palatstorget (ryska Dvortsovaja plosjtjad) till Alexander Nevskij-klostret (ryska Александро-Невская лавра, Aleksandro Nevskava Lavra). Peter den store planerade att Nevskij prospekt skulle vara början till en väg till Novgorod och Moskva.
Александро-Невская лавра